# هوبرت رودسل
هوبرت رودسل (انگلیسی: Hubert Raudaschl؛ زادهٔ ۲۶ اوت ۱۹۴۲) قایقران قایق بادبانی اهل اتریش است.